# ميني (مغنية)
ميني (باليابانية: mini) هي عارضة أزياء ومغنية يابانية، ولدت في 12 مارس 1985 في طوكيو في اليابان.

## وصلات خارجية
- الموقع الرسمي
- ميني على موقع ميوزك برينز (الإنجليزية)
- ميني على موقع ديسكوغز (الإنجليزية)